# Centro Universitário de Cultura e Arte

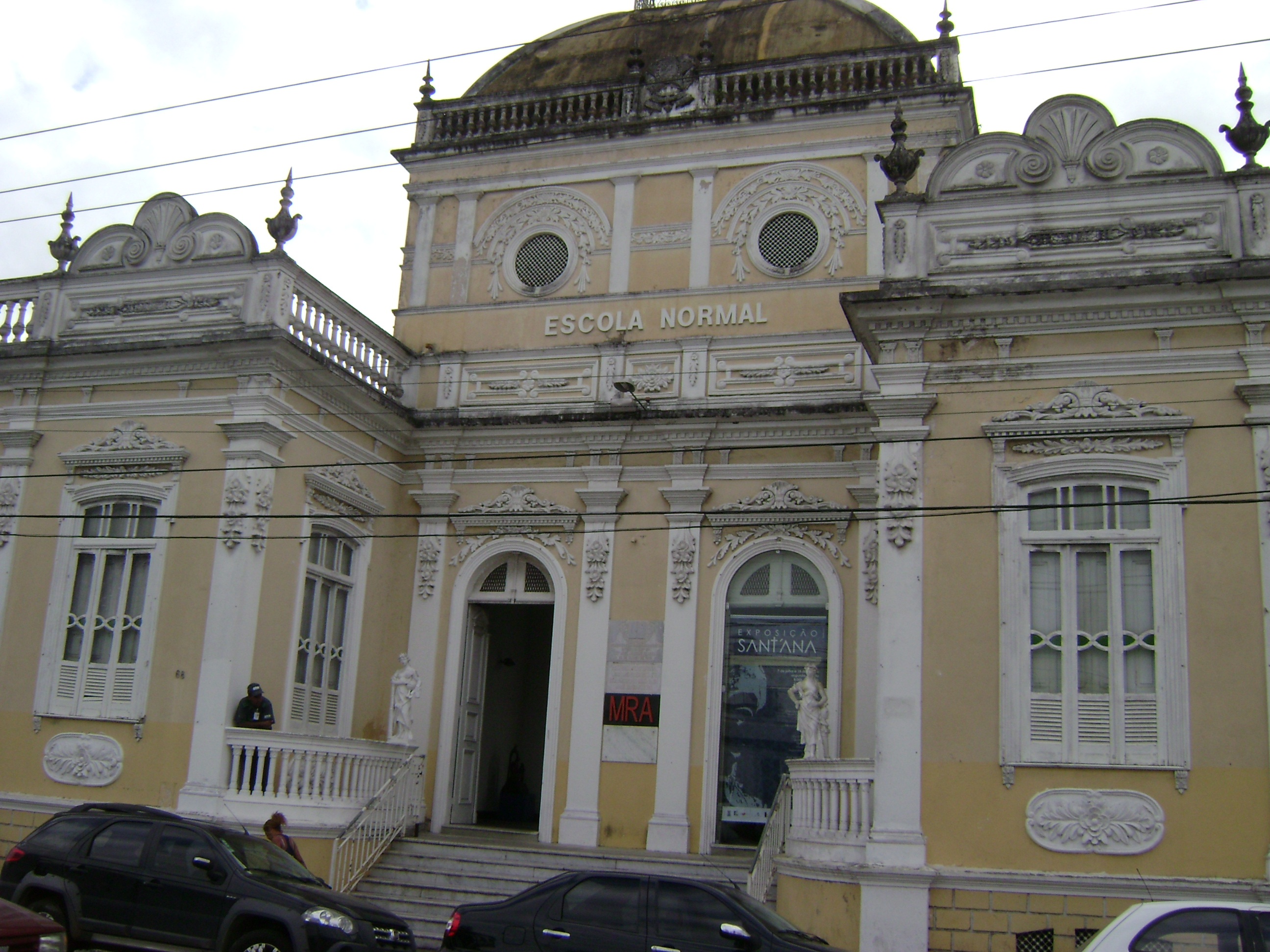
Entrada do Centro

Centro Universitário de Cultura de Arte é um centro cultural fundado em 1995 e existente em Feira de Santana, pertencente à Universidade Estadual de Feira de Santana.
Fundado em 1995, a origem do centro remonta ao reitorado do Prof. Josué da Silva Mello, quando a Universidade reconheceu a necessidade de constituição de setor que pudesse atender à crescente demanda por ações culturais.
O Centro desenvolve atividades e eventos envolvendo as mais diversas áreas e linguagens artísticas, a como a música, dança, artes plásticas e teatro, incentivando também a criação literária.
Também possui projetos voltados para a integração ciência e arte, além de estimular e apoiar manifestações oriundas da cultura popular.
Dentre as atividades desenvolvidas no CUCA, merece destaque  a Caminhada do Folclore, que se realizou em 2005 com pleno êxito, reunindo aproximadamente 4.331 a participantes, 128 grupos temáticos, e uma assistência aproximada de 70 mil pessoas nas ruas.
Também possui uma biblioteca, a Biblioteca Setorial Pierre Klose, com um acervo de 1.510 títulos e 2.595 exemplares, especializados na área de arte-ciência e cultura, e desenvolve atividades de caráter artístico-cultural.

## Galeria

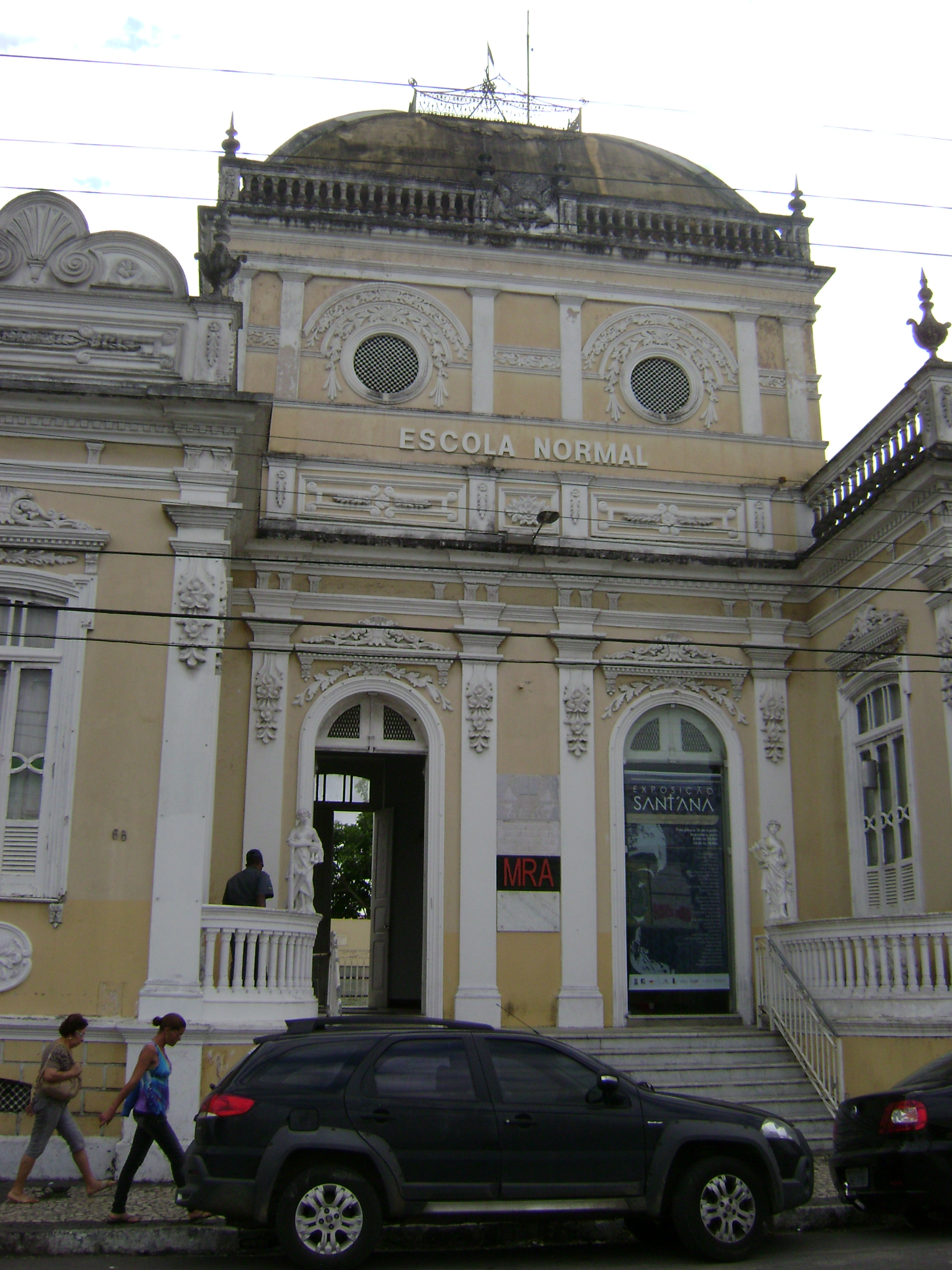
Fachada do centro
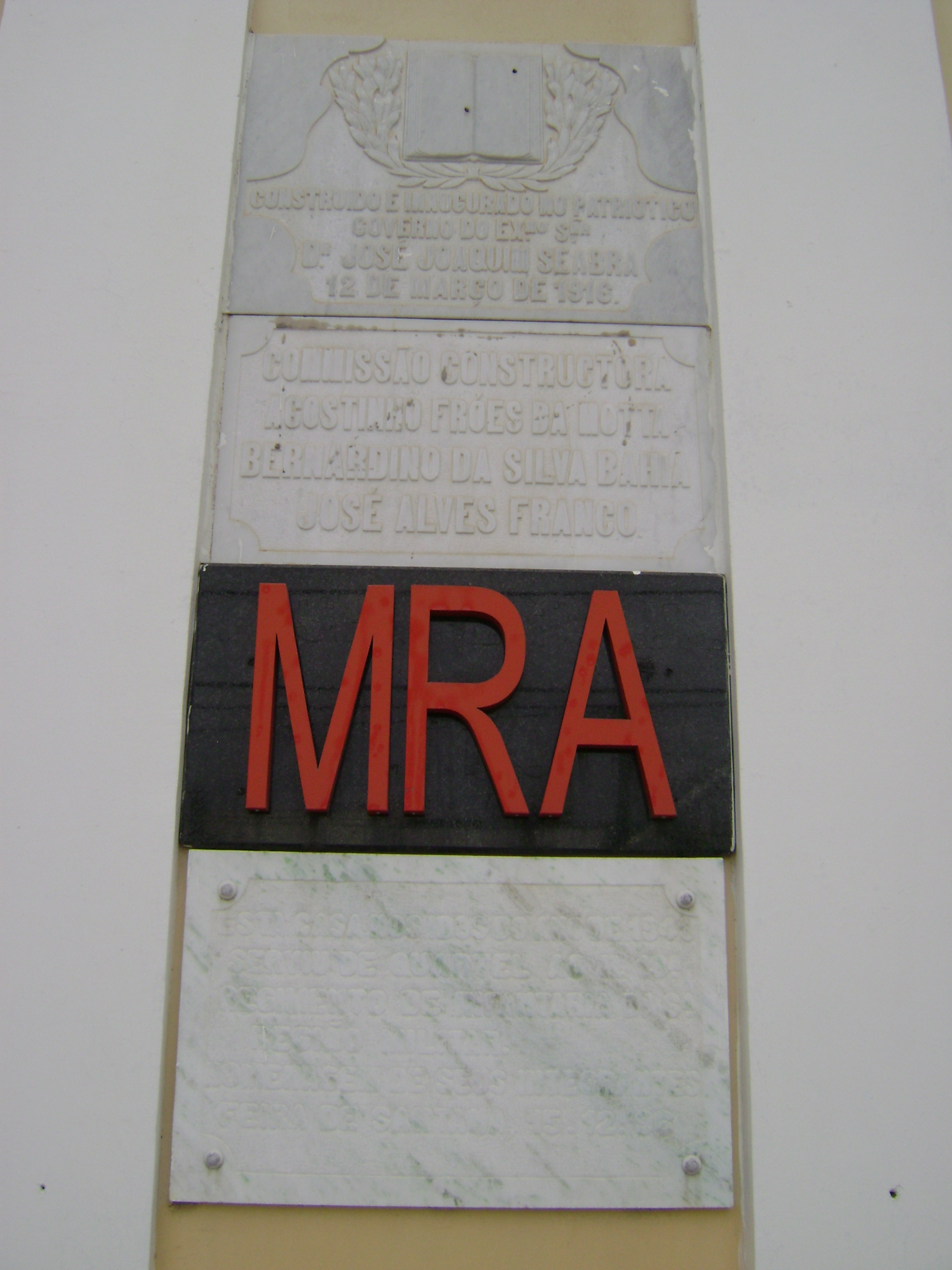
Inscrição na entrada
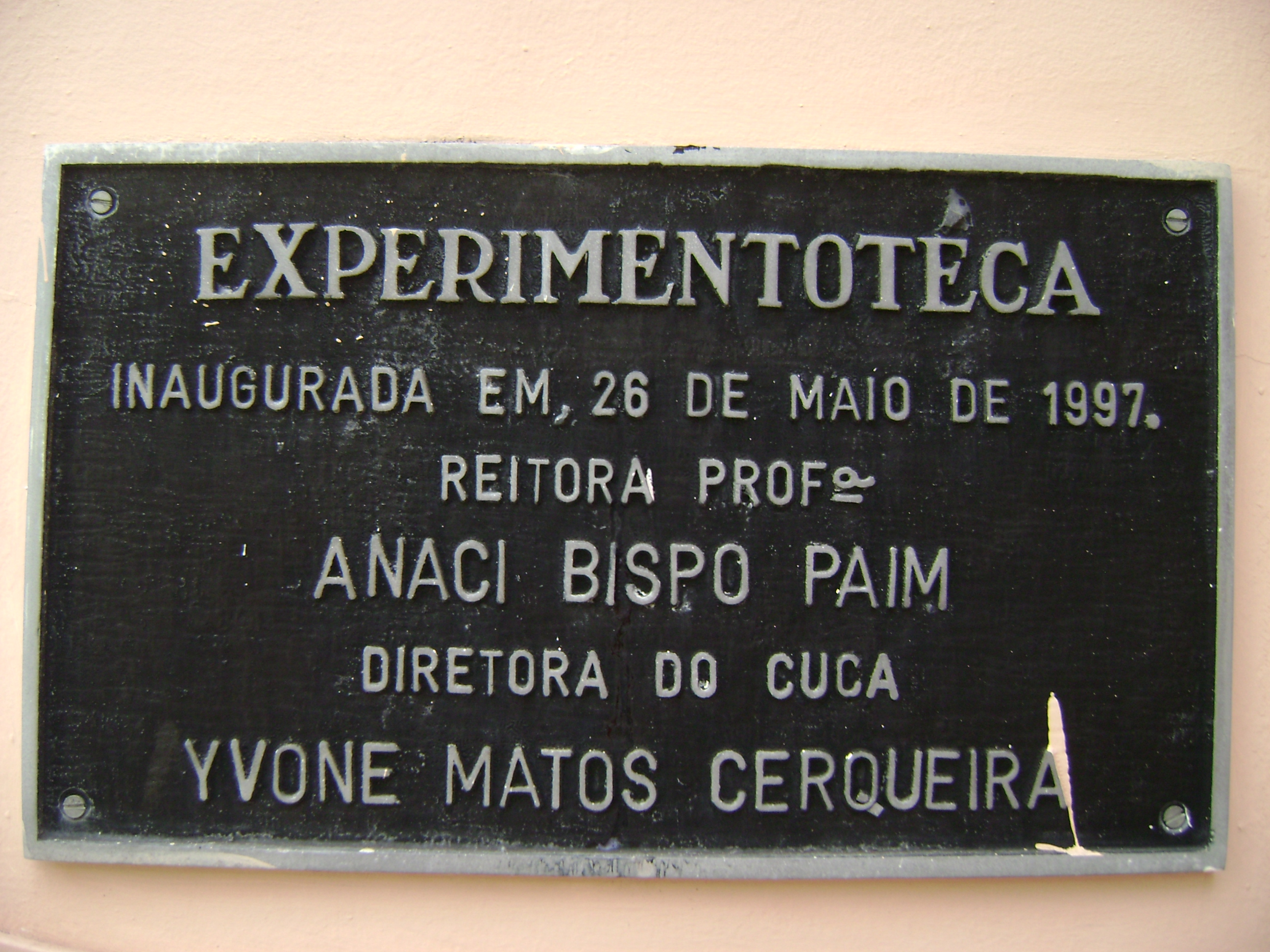
Placa na experimentoteca
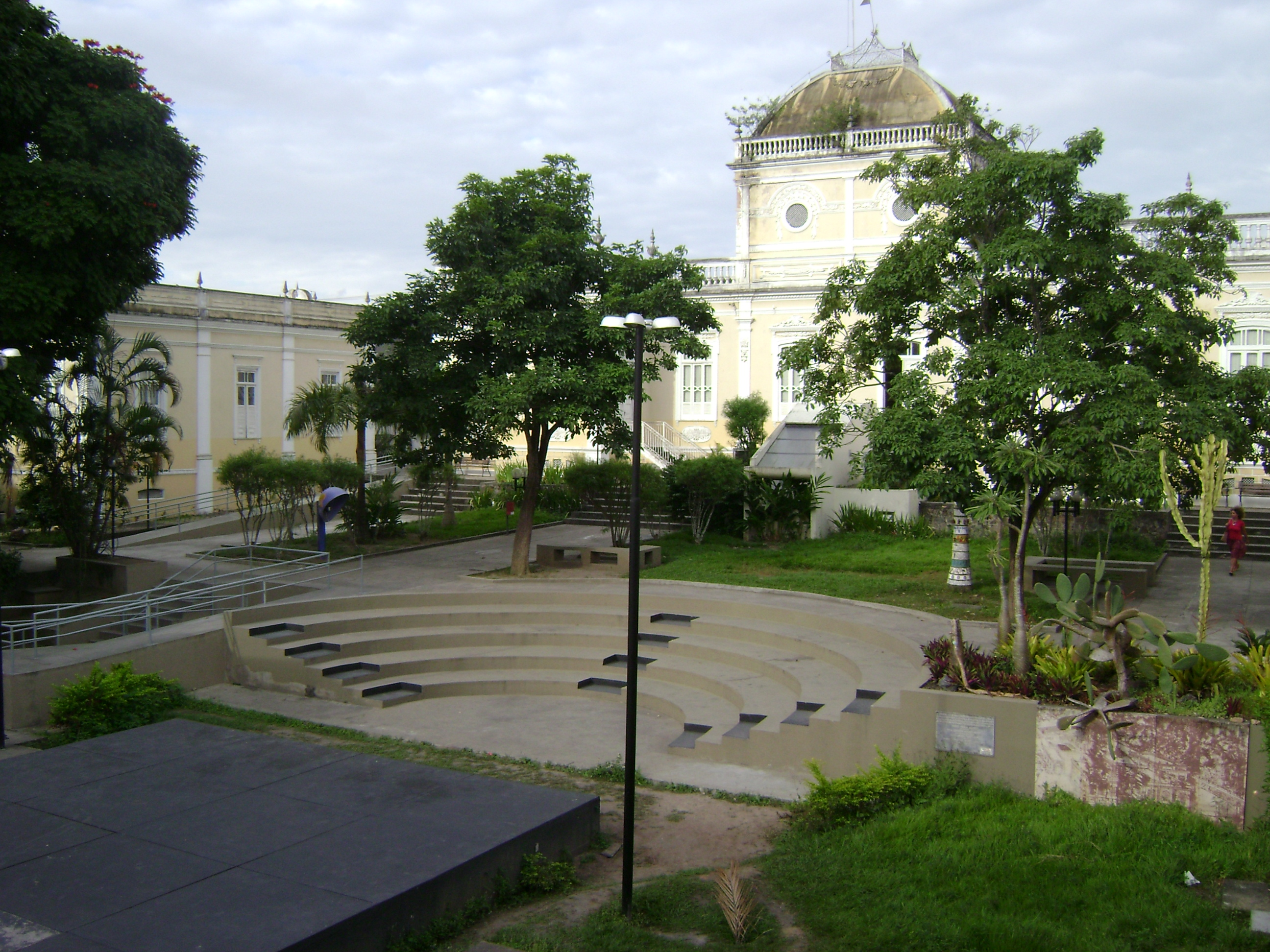
Interior do Centro
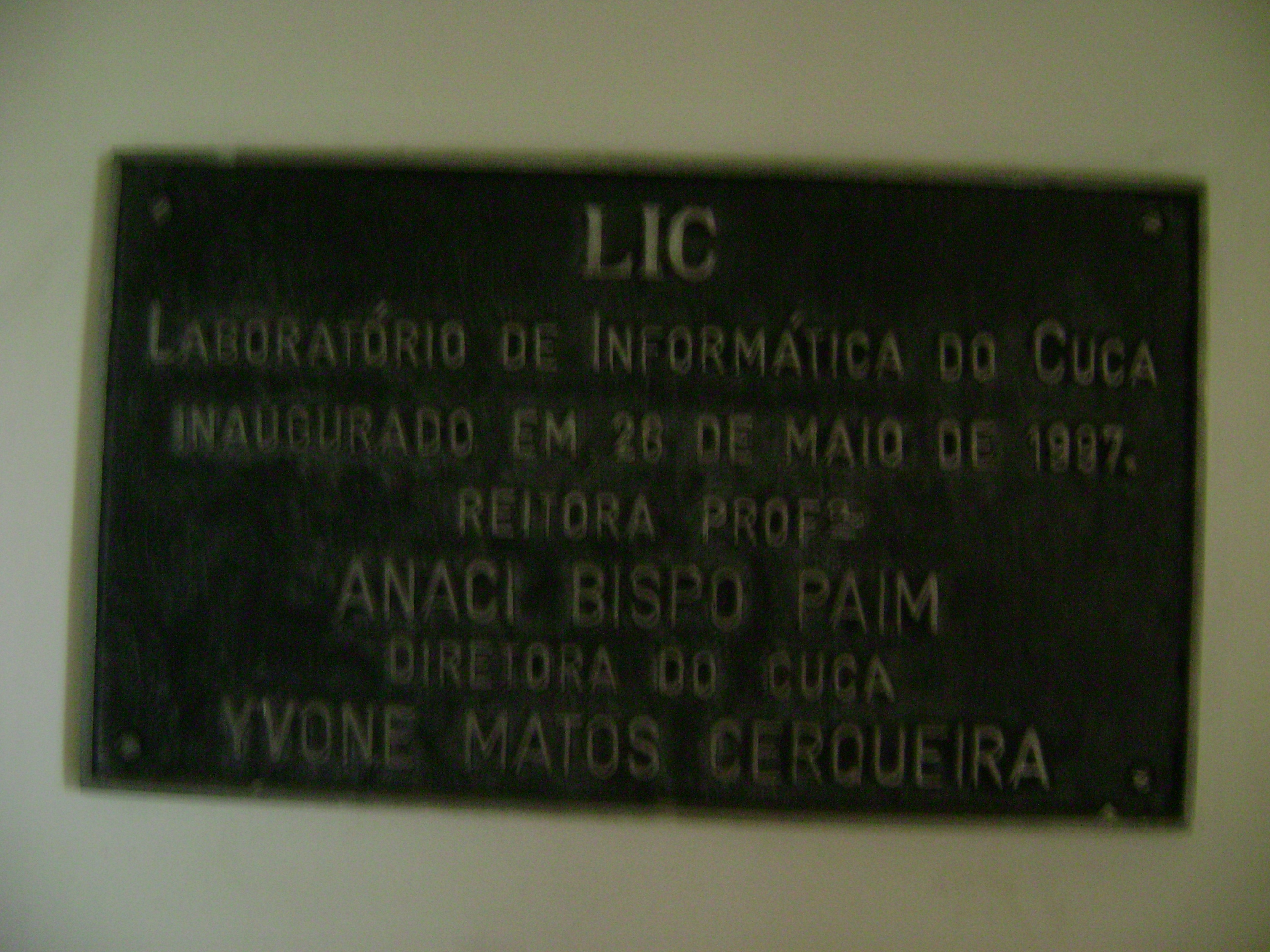
Laboratório de Informática do CUCA
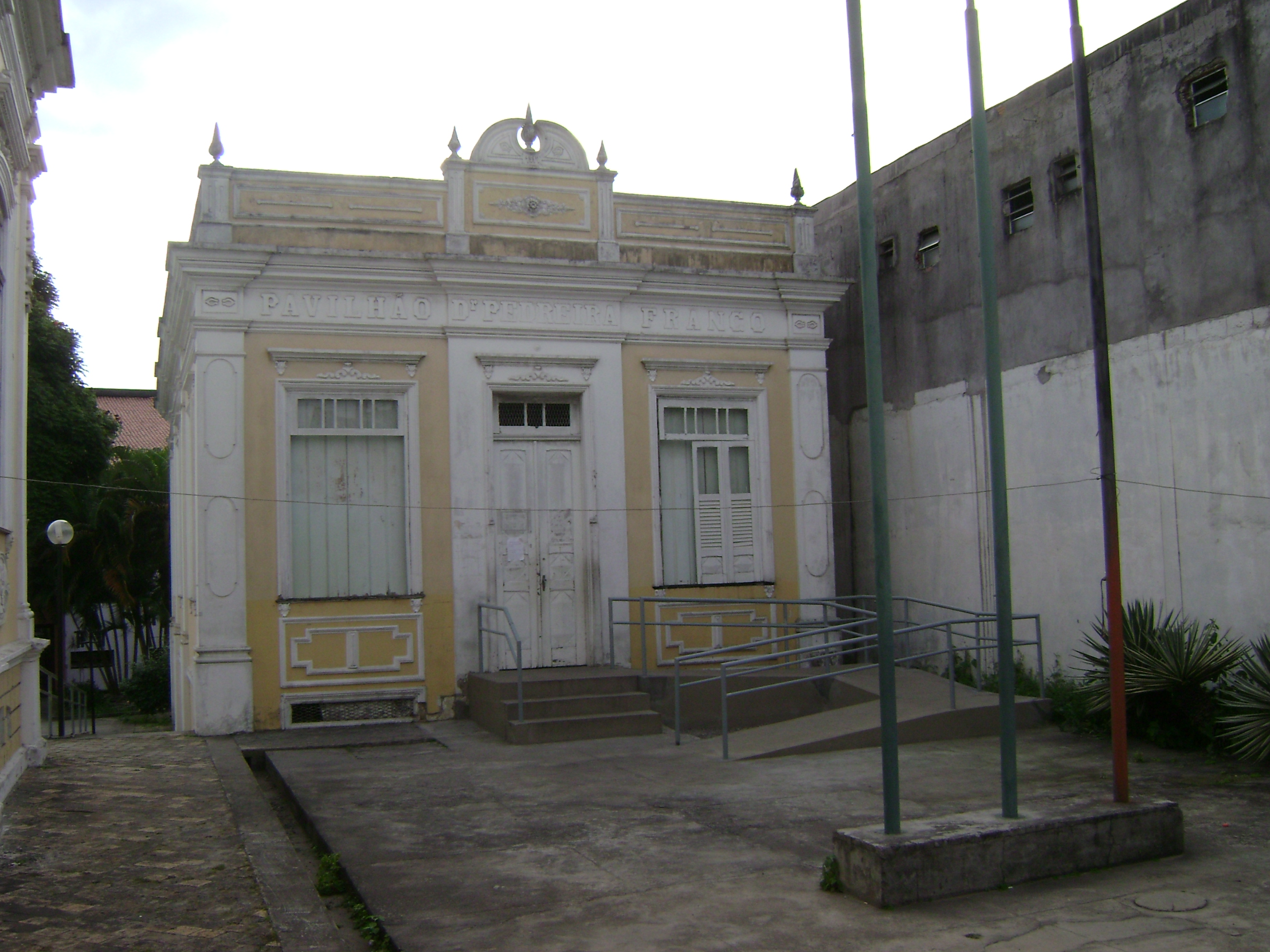
Pavilhão dentro do Centro
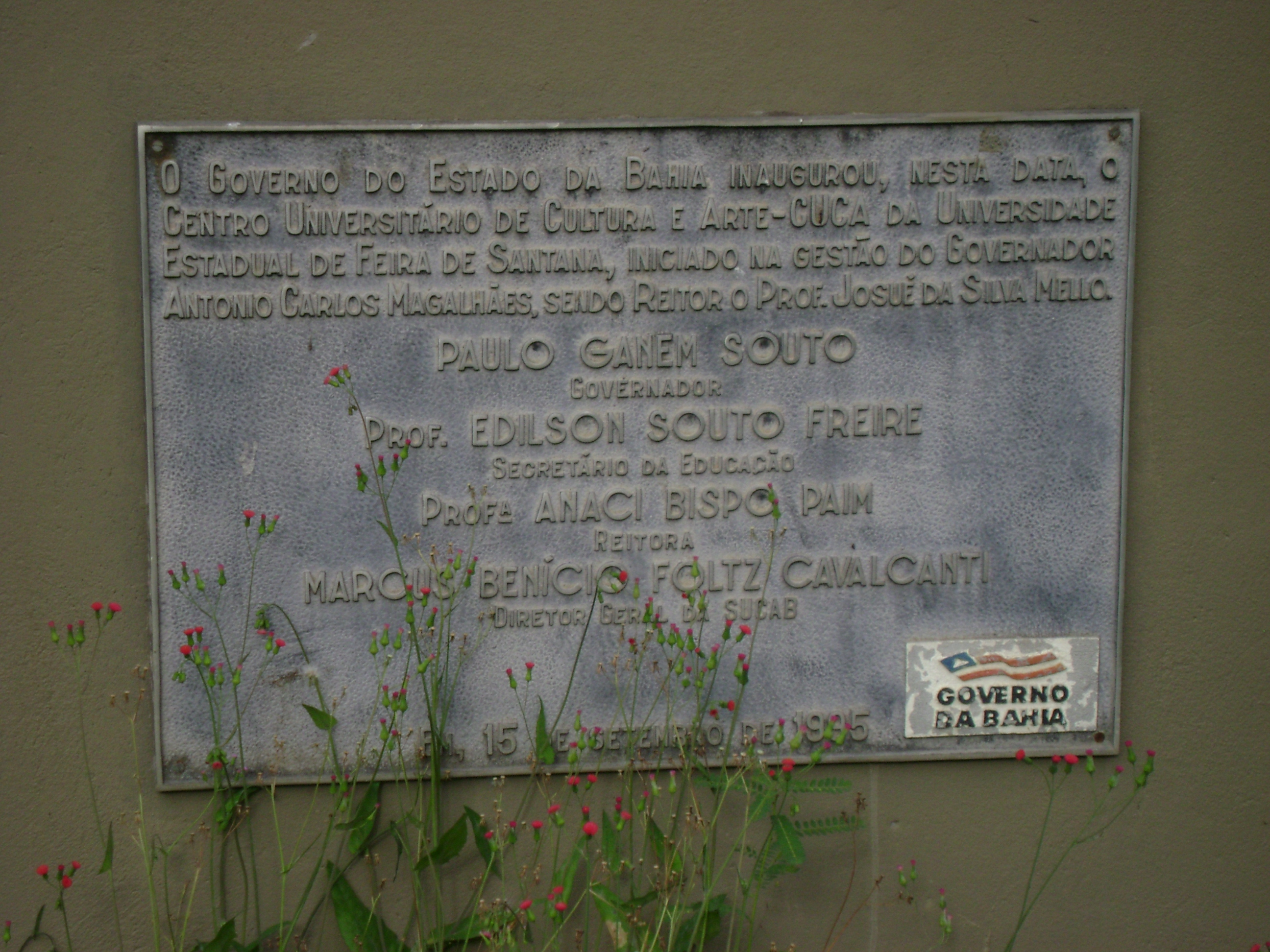
Placa de inauguração do Centro